# حسین (معسکر)
حسین (به عربی: حسین) یک شهرداری در الجزایر است که در استان معسکر واقع شده‌است. حسین ۹٬۱۷۶ نفر جمعیت دارد.